# Lijst van voetbalinterlands Burkina Faso - Nigeria (vrouwen)
Deze lijst van voetbalinterlands is een overzicht van alle officiële voetbalinterlands tussen de nationale vrouwenteams van Burkina Faso en Nigeria. De landen hebben tot nu toe één keer tegen elkaar gespeeld.

## Wedstrijden
| № | Plaats  | Datum      | Competitie                        | Wedstrijd              | Uitslag |
| - | ------- | ---------- | --------------------------------- | ---------------------- | ------- |
| 1 | Abidjan | 9 mei 2019 | West-Afrikaans kampioenschap 2019 | Nigeria − Burkina Faso | 5 − 1   |

## Samenvatting
| Competitie                   | Totaal gespeeld | Winst Burkina Faso | Gelijk | Winst Nigeria | Doelsaldo Burkina Faso – Nigeria |
| ---------------------------- | --------------- | ------------------ | ------ | ------------- | -------------------------------- |
| West-Afrikaans kampioenschap | 1               | 0                  | 0      | 1             | 1 − 5                            |
| Totaal                       | 1               | 0                  | 0      | 1             | 1 − 5                            |